# Firebaugh
Firebaugh, fundada en 1914, es una ciudad ubicada en el condado de Fresno en el estado estadounidense de California. En el año 2008 tenía una población de 7,001 habitantes y una densidad poblacional de 765.7 personas por km².

## Geografía
Firebaugh se encuentra ubicada en las coordenadas 36°51′N 120°27′O / 36.850, -120.450. Según la Oficina del Censo, la ciudad tiene un área total de 7,5 km² (2,9 mi²), de la cual 7,3 km² (2,8 mi²) es tierra y 0,2 km² (0,1 mi²) (2.75%) es agua.

## Demografía
Según la Oficina del Censo en 2000 los ingresos medios por hogar en la localidad eran de $31,533, y los ingresos medios por familia eran $33,018. Los hombres tenían unos ingresos medios de $24,213 frente a los $17,829 para las mujeres. La renta per cápita para la localidad era de $9,290. Alrededor del 22.5% de la población estaban por debajo del umbral de pobreza.